# Garbage (Garbage)
Garbage è il primo album in studio del gruppo musicale statunitense omonimo, pubblicato il 15 agosto 1995 dalla Mushroom Records.

## Registrazione
Quando Shirley Manson si unì ai Garbage, questi avevano già scritto molto materiale, tra cui testi e melodie. Manson iniziò subito a lavorare sulle canzoni Queer e Vow. Per cercare una etichetta discografica che avrebbe commercializzato il disco, i Garbage inviarono i loro demo senza una biografia; questo per evitare una battaglia di offerte su Butch Vig, diventato ambito produttore dopo aver curato Nevermind dei Nirvana. I Garbage firmarono un contratto con l'etichetta Almo Sounds per il Nord America, e con Mushroom UK per il resto del mondo.
Il gruppo continuò a scrivere per l'album durante il 1995, dopo che Vig finì di produrre il disco Let Your Dim Light Shine dei Soul Asylum. Gran parte del lavoro era inerente alla riscrittura dei testi. Vig dice che prima che Manson facesse parte del gruppo, i Garbage provarono a scrivere dalla prospettiva di una donna e che alcuni testi risultavano per questo motivo troppo «costruiti». Non appena Manson si unì al gruppo, rese i testi molto più aperti e semplici, in modo da funzionare meglio nel contesto della musica dei Garbage.

## Tracce
Testi e musiche dei Garbage, eccetto dove indicato.
1. Supervixen - 3:55
2. Queer - 4:36
3. Only Happy When It Rains - 3:57
4. As Heaven Is Wide - 4:52
5. Not My Idea - 3:41
6. A Stroke of Luck - 4:43
7. Vow - 4:30
8. Stupid Girl - 4:19 (Garbage, Strummer, Jones)
9. Dog New Tricks - 3:56
10. My Lover's Box - 3:55
11. Fix Me Now - 4:43
12. Milk - 3:54

Nella versione giapponese furono inserite anche due bonus track, Subhuman e #1 Crush.

## Promozione e successo
Il disco vendette oltre 4 milioni di copie in tutto il mondo; il primo singolo estratto dall'album fu Vow, che fu anche il primo brano a essere completato dalla band durante le sessioni di registrazione. Sempre nel 1995, fu pubblicato il singolo Subhuman, canzone non inclusa nell'album. Seguirono Only Happy When It Rains e i grandi successi Queer e Stupid Girl. Il quinto e ultimo singolo dall'album fu Milk, nel 1996.
I Garbage iniziano una tournée il 5 novembre 1995 destinata a riscuotere notevole successo. Nel 1996 i Garbage supportano gli Smashing Pumpkins nel loro Infinite Sadness Tour; buona parte delle date vengono però cancellate o rimandate, dopo la morte per overdose del tastierista Jonathan Melvoin avvenuta l'11 luglio 1996.
I Garbage si esibiscono per la prima volta dal vivo nel programma musicale Top of the Pops il 28 settembre 1995 con Only Happy When It Rains; sempre nello stesso show, si esibiscono in seguito con Queer, Stupid Girl e Milk. Nel 1996 il gruppo si esibisce agli MTV Movie Awards e al Saturday Night Special con Only Happy When It Rains, e ai VH1 Fashion Awards con Stupid Girl. Il 14 novembre 1996 i Garbage vincono il premio come miglior artista rivelazione agli MTV Europe Music Awards; dopo aver ricevuto il riconoscimento, si esibiscono in un'acclamata performance di Milk.
Videoclip furono girati per Vow, Queer, Only Happy When It Rains, Stupid Girl e Milk. I video sono stati inclusi nella VHS Garbage Video (conosciuta anche come Garbage Home Video) che include anche alcuni spezzoni dal vivo e un video per il lato B Sleep, girato dai Garbage stessi. Nel 2007 i 5 video sono stati inclusi nel DVD Absolute Garbage.

## Uso nei media
La canzone As Heaven Is Wide è stata inserita nella colonna sonora del simulatore di guida Gran Turismo, pubblicato nel 1997 da Polyphony Digital per la consolle Playstation di Sony.

## Classifiche
| Classifica (1996) | Posizione massima |
| ----------------- | ----------------- |
| Australia         | 4                 |
| Belgio (Fiandre)  | 34                |
| Belgio (Vallonia) | 20                |
| Canada            | 25                |
| Europa            | 15                |
| Finlandia         | 23                |
| Francia           | 16                |
| Germania          | 55                |
| Norvegia          | 30                |
| Nuova Zelanda     | 1                 |
| Paesi Bassi       | 33                |
| Regno Unito       | 6                 |
| Stati Uniti       | 20                |
| Svezia            | 19                |